# Équipe du Zimbabwe de hockey sur gazon
L'équipe du Zimbabwe de hockey sur gazon est l'équipe représentative du Zimbabwe dans les compétitions internationales de hockey sur gazon. 

## Palmarès

### Jeux olympiques[1]
- 1964 : 12e

### Jeux africains
- 1987 :  2e
- 1991 :  3e
- 1995 : 4e
- 1999 : 4e
- 2003 : 5e

### Coupe d'Afrique
- 1989 : 4e
- 1993 : 4e
- 1996 : 4e
- 2000 :  3e